# 니브쥐
니브쥐(Mus neavei)는 쥐과 생쥐속에 속하는 설치류의 일종이다. 콩고민주공화국과 모잠비크, 남아프리카공화국, 탄자니아, 잠비아, 짐바브웨에서 발견된다. 자연 서식지는 건조 사바나 지역이다.